# バニティ・リーグ
『バニティ・リーグ』 (VANITY LEAGUE) は、宮川匡代による日本の漫画作品。
白泉社の隔月刊誌『Silky』にて2009年4月号から2011年2月号まで全12話が連載された。単行本は全4巻。

## あらすじ
内定をゲットし、大学も無事に卒業した大井チヨ。憧れのOLになれるとバラ色の人生を思い描いていたが、寮への引っ越し直前に会社が経営破綻、内定取消しの通知を受け取る。
貯金もなく、住むところも失ったチヨは、家賃がタダという好条件に飛びつき、ハウスメーカーのモニターに参加することになる。
モニター参加者はチヨを含めて5人（後に6人）、一癖も二癖もある個性的な面々だった。一つ屋根の下、男3人・女3人の生活が始まる。

モニターハウス心得
1. 水道光熱費は折半、出しっ放し・付けっ放し厳禁
2. 水回りの掃除とゴミ出しはローテーション
3. 洗濯は乾燥後の忘れ物に注意
4. 冷蔵庫の私物には名前を書け
5. セックスは外でせよ（連れ込み禁止であり、青姦のススメではない）

## 登場人物
大井 チヨ（おおい ちよ）
22歳、通称・シューカツ。
OLになるのが夢だった22歳。入寮を当て込んで、卒業旅行の費用捻出のために家財道具を全てリサイクルショップに売ってしまったため、無一文になり、住むところも無くしてしまう。
薄井 霞（うすい かすみ）
25歳、通称・かすみちゃん。
名前のとおり影が薄い。チヨとは子供会で一緒だったらしい。声優になる夢を叶え、最近ようやく人間役をやれるようになった。
薄井一族は皆「薄い」ため、親族が集まった時は一見心霊現象のような状態となる。
相本 糸織（あいもと しおり）
22歳、通称・黒ナース。
看護師。キャバクラ嬢かと見紛うような厚い化粧と盛りに盛った頭をしている。派手な外見とは裏腹に、看護の道を極めるまで男は不要という考えの持ち主で、年齢＝彼氏いない歴。
相本一族は市名に採用されるほど有名で、市内は相本と名の付く企業や店が至るところにある。実家は相本記念病院という大病院だが、硬派な父の命で修業に出ている。
栗仁 丈嗣（くりに じょうじ）
28歳、通称・カンシキ。
警察官。白泉署鑑識課巡査長。名前を「ジョージ・クルーニー」とからかわれるのが大嫌い。医学部卒。以前は捜査一課にいたが、突如異動願を出した。クマのマスコットを大切にしている。
萩原 准（はぎわら じゅん）
26歳、通称・ランナー。
会社員。実業団の長距離選手。中体、インハイ、インカレと常勝で、箱根駅伝に4年連続出場し、留年してくれとまで言われた、陸上界注目のランナー。
トレーニング中に、大学生だったチヨと何度かすれ違っており、チヨは運命を感じていたが、萩原は全く気付かなかった。
本條 慶慈（ほんじょう けいじ）
白泉署捜査一課の警部補。29歳。通称・ケイジ君。
ジョージとは警察学校の同期。後にモニターハウスに越してくる。京都府出身。ジョージのことが好き。
栗仁 ゆりか（くりに ゆりか）
ジョージの亡き妻。学生時代からの恋人だった。心配をかけまいと、ジョージに対する逆恨みによる嫌がらせを受け続けていたことを話さず、次第に体調を崩していき、結婚からわずか半年で亡くなった。

## 書誌情報
宮川匡代 『バニティ・リーグ』 白泉社〈HLC (HAKUSENSHA LADY'S COMICS) 〉 全4巻
1. 2009年11月5日発売 ISBN 978-4-592-15521-8
2. 2010年03月5日発売、ISBN 978-4-592-15522-5
3. 2010年09月3日発売、ISBN 978-4-592-15523-2
4. 2011年03月4日発売、ISBN 978-4-592-15524-9